# Margreeth de Boer
Margaretha de Boer, dite « Margreeth », née le 16 avril 1939 à Amsterdam, est une femme politique néerlandaise membre du Parti du travail (PvdA).
Elle est commissaire de la Reine dans la province de Drenthe entre 1993 et 1994, puis ministre de l'Environnement jusqu'en 1998. Élue députée à la Seconde Chambre des États généraux, elle devient bourgmestre de Leeurwarden en 2001. Elle met un terme à sa vie politique en 2004.

## Biographie

### Jeunesse
Entre 1955 et 1960, elle travaille comme conseillère au sein du centre néerlandais de la jeunesse (NJHC). Elle est élue en 1970 au conseil municipal du village de Wormer et accomplit deux mandats de quatre ans.

### Ascension
À l'occasion des élections locales de 1978, elle est élue membre de l'État provincial de Hollande-Septentrionale. Deux ans plus tard, elle est recrutée comme directrice des ressources humaines du département du travail social de la mairie d'Amsterdam.
En 1983, elle est désignée directrice des affaires sociales et générales du service du travail social de la ville de Zaanstad, juste au nord d'Amsterdam. Elle en démissionne en 1987.

### Premiers postes exécutifs
Elle est nommée en avril 1987 députée provinciale de Hollande-Septentrionale, chargée de l'Aménagement du territoire et du Logement, sous la présidence du travailliste Roel de Wit. Les transports publics seront inclus plus tard dans sa délégation.
Elle devient commissaire de la Reine dans la province de Drenthe le 1er janvier 1993, à 53 ans, et quitte alors sa députation.

### Ministre
Le 22 août 1994, Margreeth de Boer est nommée à 54 ans ministre du Logement, de l'Aménagement du territoire et de l'Environnement dans le premier cabinet du travailliste Wim Kok. Elle renonce en conséquence à ses fonctions provinciales. Au cours des élections législatives du 6 mai 1998, elle est élue députée à la Seconde Chambre des États généraux. Elle est remplacée dans le second gouvernement Kok par Jan Pronk le 3 août 1998.

### Bourgmestre
Elle est investie le 1er novembre 2001 bourgmestre par intérim de la ville de Leeurwarden, capitale de la province de Frise, à la suite de la démission de Loekie van Maaren. Elle est confirmée dans ses responsabilités le 1er octobre 2002. Le libéral Geert Dales lui succède le 1er avril 2004.
Elle est chargée de l'intérim de la mairie de Hoogeveen, en Drenthe  le 15 août 2010 à la suite de la mort du maire chrétien-démocrate Helmer Koetje le 31 mai 2010. Finalement, le travailliste Karel Loohuis est nommé pour lui succéder définitivement le 15 février 2011.

### Vie privée
Elle réside à Zeijen, dans la province de Drenthe.